# 陽朔徐悲鴻故居
徐悲鸿故居位于中国广西壮族自治区桂林市阳朔县县前街17号，为民国25年至民国26年间徐悲鸿常住之处。故居院门朝西，为单进三开的中式砖木结构硬山顶平房，占地面积约为400平方米，建筑面积约为120平方米。宅内有正厅、客厅、画室、卧室等，院内有白玉兰一株。徐悲鸿居于该处时，自号“阳朔天民”，并在此创作了《逆风》、《漓江春雨》、《风雨鸡鸣》等作品。1984年文物部门收回该故居并对其进行整修，并由其夫人廖静文书“阳朔悲鸿故居”横匾。当年公布为桂林市文物保护单位。